# Hiéroglyphe égyptien G34
Pour les articles homonymes, voir Autruche (homonymie).
L'autruche, en hiéroglyphes égyptiens, est classifiée dans la section G « Oiseaux » de la liste de Gardiner ; cet hiéroglyphe y est noté G34. 

## Représentation
Il représente une autruche d'Afrique (Struthio camelus). 

## Utilisation
| n · i · w | G34 |

| n · i · w | G34 |